# Mary Outerbridge
Mary Ewing Outerbridge (Philadelphia, 9 maart 1852 – New York, 3 mei 1886) heeft het tennis naar Amerika gebracht. Outerbridge was in 1874 op vakantie in Bermuda, waar ze Engelse militairen tennis zag spelen. Terug in Amerika speelde ze de eerste tenniswedstrijd op de Staten Island Cricket Club. Later dat jaar werd tennis ook naar Arizona gebracht.
In 1981 werd Outerbridge opgenomen in de internationale Tennis Hall of Fame.